# 아파치족

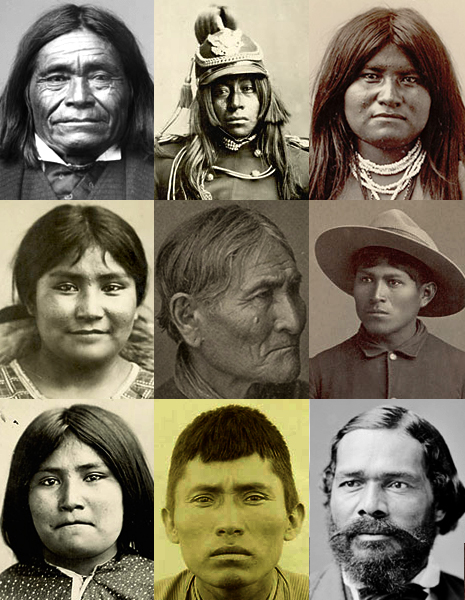
아파치족

아파치족(Apache)은 미국 남서부 기원의 여러 아메리카 원주민 부족들로 이루어진 민족 분류이다. 남아사바스카어군이라는 언어적 분류 하에서 나바호족과도 먼 친척 관계인 것으로 밝혀져 있다. 치리카와족(Chiricahua), 히카리야족(Jicarilla), 리판족(Lipan), 메스칼레로족(Mescalero), 평원 아파치족(Plains Apache), 서부 아파치족(Western Apache) 등의 부족이 속한다. 따라서 아파치족 공동체는 언어적, 문화적으로 단일하지 않고 다양하다.
전통적으로 이들은 부족에 따라 미국 서남부의 산지와 계곡, 평원 등 다양한 지역에서 살아왔으며 스페인, 멕시코, 미국 세력의 침략에 맞서 싸우며 용맹하고 전략적인 전투민족으로 알려지게 되었다. 잘 알려진 예는 치리카와 부족 출신의 지도자 제로니모였다.
오늘날 오클라호마주와 텍사스주에 여러 아파치족 정착지들이 있으며, 애리조나주와 뉴멕시코주에는 아파치족 소유의 인디언 보호구역들이 설정되어 있다.

## 아파치 전쟁
19세기 중후반, 미국, 멕시코 아파치족은 오랜 전쟁을 치르고 있었다. 1847년, 미국-멕시코 전쟁 중 벌어진 타오스 폭동(Taos Revolt)으로 불리는 사건에서 아파치족과 미국의 전쟁은 40여년 동안 쉬지 않고 벌어졌다. 당시 아파치족의 영역은 매우 넓어서 지금 미국의 주를 기준으로 따지면 캘리포니아 남부, 텍사스 서부, 애리조나 북부에서 뉴멕시코와 오클라호마까지 미치고 있었다. 심지어 남북전쟁 기간 중에도 북부와 남부동맹 모두 아파치족과 전투는 계속 벌였다.

## 같이 보기
- 아파치
- 아파치 전쟁